# 東三電気
東三電気株式会社（とうさんでんき かぶしきがいしゃ）は、大正から昭和初期にかけて愛知県に存在した電力会社である。現在の新城市域を中心に電気を供給した。
1911年（明治44年）に新城にて設立された新城瓦斯株式会社（しんしろガス）というガス会社が前身。1917年（大正6年）に豊橋電気から新城地区の電気事業を買収して業態を転換し社名も改めた。1926年（大正15年）大手電力会社東邦電力の傘下に入り、1928年（昭和3年）に同社系列の三河水力電気（後の中央電力）へと合併され解散した。
本項目では、東三電気が末期に統合した小事業者遠三電気株式会社（えんさんでんき）および渋川電灯所（しぶかわでんとうしょ）についても記述する。両事業の統合で東三電気は静岡県の一部にも供給区域を持った。

## 沿革

### ガス会社として設立
東三電気は、設立時は「新城瓦斯株式会社」という社名であり、その名の通り都市ガス事業を目的としていた。新城瓦斯の設立日は1911年（明治44年）2月11日。設立時の所在地は愛知県南設楽郡新城町（現・新城市）字宮ノ前、資本金は2万円であった。1913年発行の会社録によると社長は新城町の長田利七という人物が務めていた。
農商務省商工局の資料によると新城瓦斯は1911年4月に開業した。1916年3月末時点で、新城町と付近町村を供給区域とし、191戸の需要家に対し当時の都市ガスの主流石炭ガスではなくアセチレンガスを供給していた。
1916年（大正5年）6月、南設楽郡東郷村八束穂（現・新城市八束穂）の牧野文斎が取締役に就任した。牧野は医者として八束穂の「信玄病院」を経営する傍ら、紡績工場・劇場・図書館などを経営した実業家である。

### 電気事業への転換

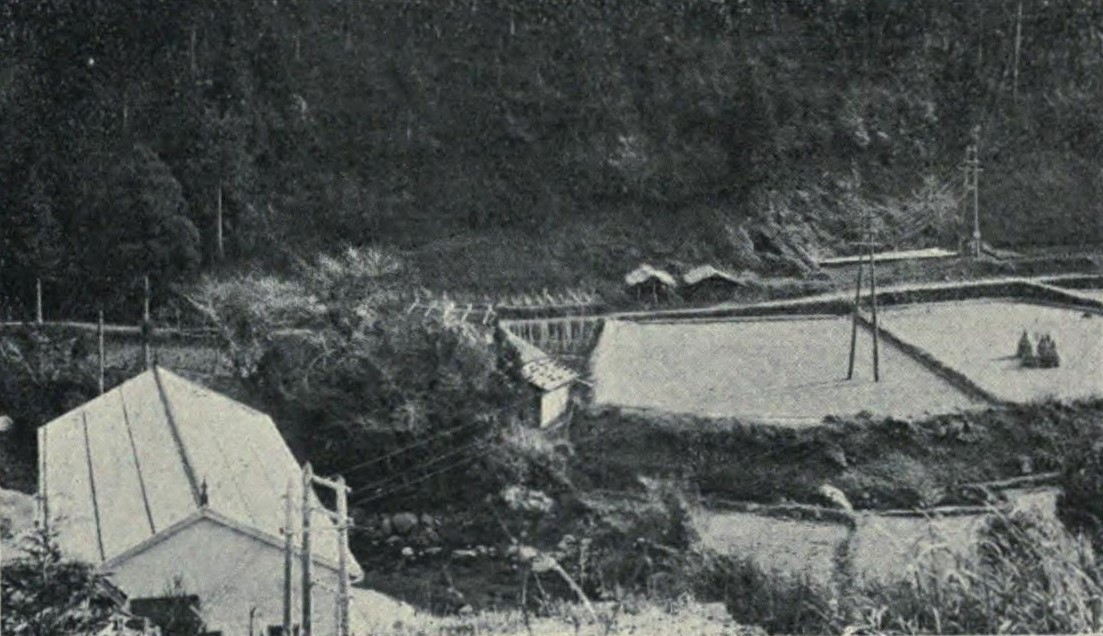
見代発電所（1910年）

豊橋市の電力会社豊橋電気（1894年開業）は、電源となる水力発電の適地を求めた結果新城の北方南設楽郡作手村（現・新城市）へと進出、1908年（明治41年）に見代（けんだい）発電所を新設した。こうして南設楽郡へ進出した豊橋電気は、少し遅れて1912年（明治45年）4月から新城町でも電気の供給を始めた。
豊橋電気の新城参入に対し、ガス会社であった新城瓦斯では電気事業の将来性に着目して豊橋電気と交渉し、その電気事業を買い取ることとなった。まず1916年6月4日付で豊橋電気との間に見代発電所の送電系統に属する施設および事業を買収する契約を締結。次いで翌1917年（大正6年）3月14日（登記日）、社名を新城瓦斯から「東三電気瓦斯株式会社」へと改称し、企業の目的を電気供給・ガス供給その他に変更する。さらに同年4月9日（登記日）、社名を「東三電気株式会社」と改め、会社を東郷村八束穂に移転した。移転は社長を務める牧野文斎が同じ地区に居住するためである。
1917年3月5日付で逓信省より事業譲受けに関する認可が下り、5月1日付で引継ぎを完了、同日をもって東三電気は電気事業を開業した。供給区域は新城町と東郷・千郷・作手・金沢・豊津・橋尾・賀茂・石巻の8村（追って八名・一宮の2村も追加）だが、豊橋電気時代に開業済みの地域は新城・東郷・作手の3町村に過ぎない。事業買収金額は22万円であり、資金調達のため東三電気は資本金を25万円へと増資している（増資登記は社名再変更・移転と同時）。開業後、1917年末時点での電灯供給は需要家数1468戸・取付灯数3505灯、電力供給は電動機19台・計31馬力に電気事業者への送電280キロワット（うち270キロワットは豊橋電気へ供給）を加えた計303.1キロワットであった。
翌1918年（大正7年）3月18日、事業目的からガス事業を削除し電気事業専業に転換した。なお逓信省の統計によると1917年の時点では少額の「兼業」収入が計上されているが、1918年分には計上されていない。

### 事業の拡大
1921年（大正10年）2月21日、東三電気は東郷村大字平井（現・新城市平井）の三河陶器株式会社を合併し、資本金を5万円増資した。同社は碍子類などを製造する会社であり、この合併により碍子類の自給体制を整えた。供給面では、見代発電所が豊橋電気時代から続く水量不足のため最大出力360キロワットに対し平均130キロワットしか発電できないという状態のため、これを補助する予備火力発電所（千郷発電所、出力125キロワット）を新城駅構内に新設した。ただし同発電所は稼働が限られ、1920年（大正9年）の運転開始から6年後の1926年（大正15年）には廃止されている。この間の1925年（大正14年）1月、静岡県西部に供給する早川電力（後の東京電力）からの定時受電設備が完成をみた。これも水量不足による発電力低下への対策のためのものである。受電高は翌年時点で150キロワットであった。
1922年（大正11年）4月15日、東三電気は日本水力電気株式会社（社長佐々木文一）との間に合併仮契約を締結した。合併における存続会社は日本水力電気側であり、東三電気は合併に伴い解散するものとされた。合併相手の日本水力電気は、1918年3月、資本金500万円で東京市京橋区（現・中央区）に設立された会社である。しかしこの合併は成立に至っていない。
日本水力電気との合併が流れた東三電気は、今度は東邦電力の傘下入りを選択した。同社は1921年に豊橋電気を合併した名古屋電灯がその後大規模化した会社にあたる。東三電気は豊橋電気の後身ともいえる東邦電力との間に、1926年1月資本提携契約を締結する。その内容は、東三電気が40万円を増資するにあたって新株を東邦電力に割り当てる、というものである。東三電気ではこの増資を財源として、隣接する電気事業者遠三電気・渋川電灯所の2社から事業を総額23万円で買収することとなった。増資および遠三電気・渋川電灯所の電気事業買収は1月30日開催の定時株主総会で議決。増資が4月22日付で完了したのち、9月23日付で逓信省からの事業譲受認可を取得し、11月中に譲受手続きを完了した。
東邦電力の傘下に入った後の1927年（昭和2年）7月、新城変電所の拡張工事完成により東邦電力からの受電を開始し、反対に東京電力からの受電を打ち切った。東邦電力からの受電高は静岡県側での受電を含め320キロワットであった。

### 三河水力電気への合併

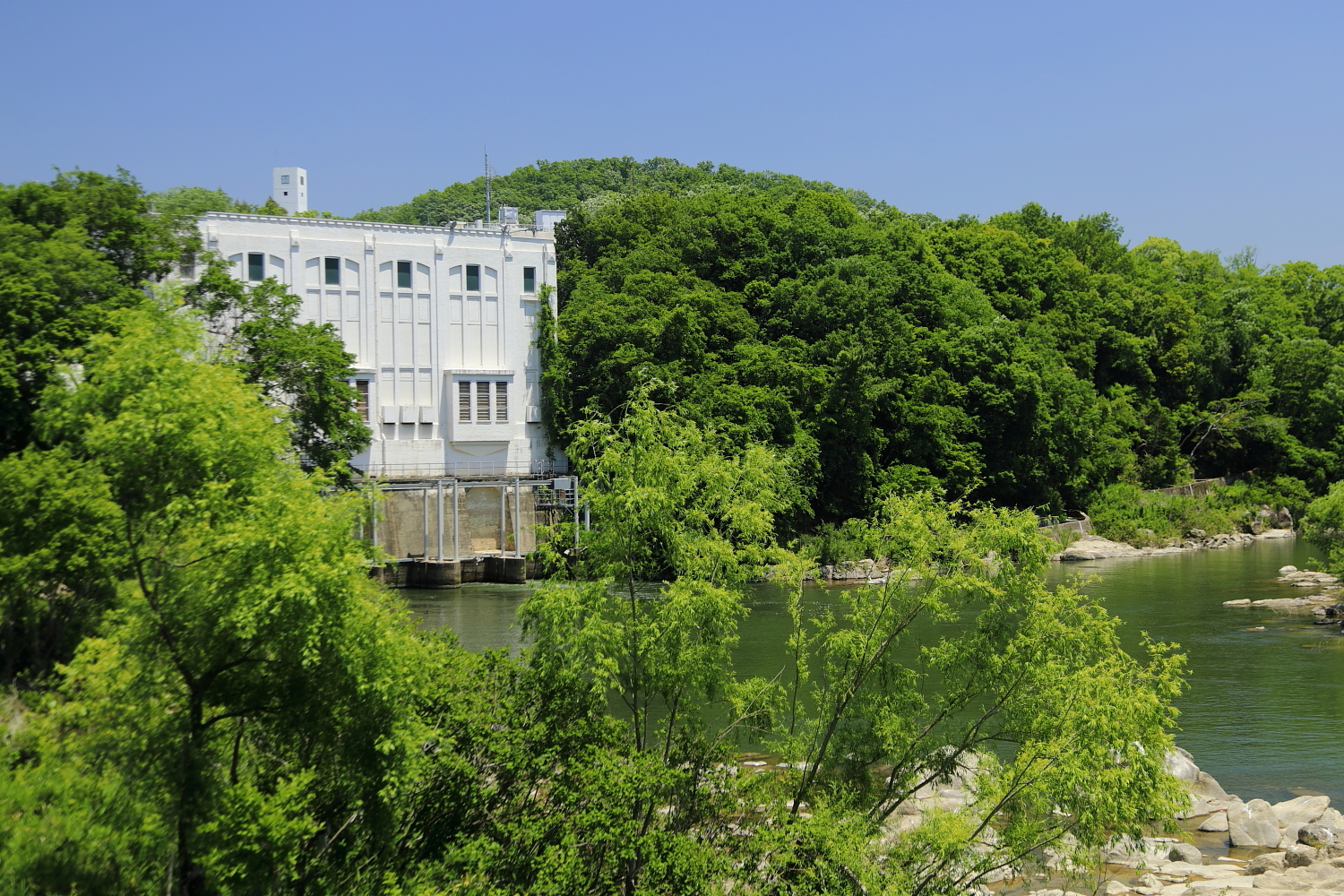
越戸発電所（2019年撮影）

遠三電気・渋川電灯所の統合で東三電気は静岡県側にも供給区域を広げ（下記#供給区域一覧参照）、1928年（昭和3年）1月末時点では電灯取付数3万25灯（需要家数1万1426戸）、電力供給280.33馬力（209キロワット）を数えた。電灯は10燭灯の利用が3分の2を占めて最多、一方の電力利用は3分の2近くを精米用途が占めた。このように事業規模を拡大した東三電気であったが、両事業の統合から1年余りで東三電気自身が三河水力電気（後の中央電力）に吸収されて解散に至った。
この三河水力電気も東邦電力傘下の会社であるが、1924年（大正13年）の会社設立時からすでに傍系会社であった点が東三電気とは異なる。本来は発電専業の会社で、当時愛知県中部を流れる矢作川に越戸発電所を建設中であった。この越戸発電所の完成に先駆け、三河水力電気は東三電気を合併し供給区域を引き継いで一般電気供給事業者となったのである。合併手続は1928年2月28日両社株主総会での合併決議、同年5月30日逓信省の合併認可と進み、同年7月23日三河水力電気にて合併報告総会が開かれて合併手続きが完了、同日東三電気は解散した。
三河水力電気との合併直前における東三電気の主要経営陣は、社長牧野文斎・常務牧野熊太郎（牧野文斎の実弟）・代表取締役桜木亮三（1927年8月就任）であった。このうち牧野文斎は合併報告総会にて三河水力電気の取締役に選出されている。また合併後、三河水力電気は東三電気から引き継いだ事業を所管する新城営業所を、旧東三電気本社があった東郷村から移して新城町内（字町並）に構えた。

### 年表
- 1911年（明治44年）
  - 2月11日 - 愛知県南設楽郡新城町に新城瓦斯株式会社設立。資本金2万円[2]。
  - 4月 - 新城瓦斯のガス事業開業[6]。
- 1913年（大正2年）
  - 6月11日 - 静岡県引佐郡鎮玉村に渋川電灯所開業[38]。
- 1915年（大正4年）
  - 10月15日 - 静岡県磐田郡浦川村に遠三電気株式会社設立[39]。
- 1916年（大正5年）
  - 6月4日 - 新城瓦斯、豊橋電気との間に一部事業の買収契約を締結[9]。
  - 6月27日 - 新城瓦斯、23万円の増資を決議[11]。
  - 7月11日 - 遠三電気開業[13]。
- 1917年（大正6年）
  - 3月14日 - 新城瓦斯から東三電気瓦斯株式会社への社名変更登記[10]。
  - 4月9日 - 東三電気瓦斯から東三電気株式会社への社名変更ならびに東郷村八束穂への移転登記[11]。
  - 5月1日 - 東三電気の電気事業開業[13]。豊橋電気から新城地区の電気事業（見代発電所含む）を譲り受ける[4]。
- 1918年（大正7年）
  - 3月18日 - 東三電気、事業目的からガス事業を削除[17]。
- 1920年（大正9年）
  - 10月 - 東三電気千郷火力発電所が運転開始[21]。
- 1921年（大正10年）
  - 2月21日 - 東三電気、三河陶器株式会社を合併し5万円増資[20]。
- 1922年（大正11年）
  - 4月15日 - 日本水力電気との間に合併仮契約締結（合併に至らず）[25]。
- 1925年（大正14年）
  - 3月17日 - 遠三電気が愛知県八名郡舟着村へ移転[40]。
- 1926年（大正15年）
  - 1月30日 - 東三電気、40万円の増資（資本金70万円となる）ならびに遠三電気・渋川電灯所の事業買収を決議[29]。
  - 11月 - 遠三電気・渋川電灯所からの事業買収完了[31]。
- 1927年（昭和2年）
  - 6月 - 千郷発電所廃止[41]。
- 1928年（昭和3年）
  - 2月28日 - 三河水力電気（後の中央電力）との合併を決議[36]。
  - 7月23日 - 三河水力電気との合併成立、東三電気は解散[3]。

## 買収事業の沿革

### 遠三電気
東三電気が買収した2社のうち遠三電気株式会社は1915年（大正4年）10月15日、静岡県磐田郡浦川村浦川（現・浜松市天竜区佐久間町浦川）にて資本金3万円で設立された。代表者は渋川郵便局長を務める大石勝太郎。開業は翌1916年7月11日で、当初の供給区域は磐田郡浦川村・佐久間村・山香村（現・浜松市）と東三電気区域の外縁にあたる愛知県八名郡八名村・舟着村・山吉田村ならびに南設楽郡長篠村（いずれも現・新城市）であった。
開業当初の段階では自社発電所は未完成であり、電源は東三電気からの受電に限られていたが、1918年4月山香村の鳴瀬沢川（天竜川水系）に、次いで1920年12月浦川村の河内川（同）に相次いで水力発電所を完成させた。前者は出力37キロワット、後者は50キロワットといずれも小規模。静岡県側では両発電所を、愛知県側では東三電気からの受電をそれぞれ電源として営業する。初期の大口需要家には静岡県側の竜頭山で操業する高田鉱業大月鉱山があり、愛知県北設楽郡本郷町（現・東栄町）などに供給する本郷電気製材（1918年12月開業）にも静岡県側の浦川方面から送電していた。経営面では1918年10月3万円、1919年10月12万円の増資をそれぞれ決議している。
1922年（大正11年）5月、愛知県側の一部区域について早川電力（後の東京電力）からの受電に変更。次いで1926年（大正15年）2月、東邦電力から20キロワットの受電を開始した。1926年5月時点での受電高は東三電気分が37キロワット、東京電力分が50キロワット、東邦電力分が20キロワット、大野電気分が2.5キロワットであり、発電力とあわせて供給力は計196.5キロワットとなっている。一方の供給成績は1925年9月末時点で電灯取付数7383灯（休灯含む、需要家数3069戸）、電力供給1キロワットであった。電力供給がほとんどないのは大月鉱山が不況で閉山となったことによる。そのため遠三電気では電力料収入が途絶えて経営が悪化し、無配に転落。経営悪化の末に東三電気に統合される道を選び、1926年10月6日付で解散した。
統合時の資本金は18万円。また前年の1925年（大正14年）3月17日付で浦川村から愛知県側の舟着村大字乗本（現・新城市乗本）へと本店を移転していた。

### 渋川電灯所
もう一つの渋川電灯所は中川悦次郎を代表とする個人経営の電気事業者で、遠三電気区域に隣接する静岡県引佐郡鎮玉村（現・浜松市浜名区）を供給区域としていた。開業は1913年（大正2年）6月11日。開業当初は事務所を構える村内北部の渋川に小規模水力発電所を構えて配電していた。発電所はムクロジ川を利用するもので、直流発電機（出力1.9キロワット・電圧110ボルト）を備えた。
1924年（大正13年）になり発電所を廃止し、県境を越えた山吉田村まで配電線を延伸して遠三電気からの受電に転換した。1926年時点の受電高は15キロワット。供給成績は1925年6月末時点で需要家数383戸・電灯数923灯であった。

## 供給区域一覧
1926年（昭和元年）12月末時点における東三電気の電灯・電力供給区域は以下の通り。
| 愛知県 | 南設楽郡 （1町4村） | 新城町・千郷村・東郷村・作手村・長篠村（現・新城市）                                                 |
| 愛知県 | 八名郡 （7村）      | 金沢村・大和村（現・豊川市）、 賀茂村・石巻村（現・豊橋市）、 八名村・舟着村・山吉田村（現・新城市） |
| 愛知県 | 宝飯郡 （1村）      | 一宮村（現・豊川市）                                                                                 |
| 静岡県 | 引佐郡 （1村）      | 鎮玉村（現・浜松市浜名区）                                                                           |
| 静岡県 | 磐田郡 （3村）      | 浦川村・佐久間村・山香村（現・浜松市天竜区）                                                         |

- 上記のうち、長篠・舟着・山吉田・浦川・佐久間・山香の6村は旧・遠三電気の、鎮玉村は旧・渋川電灯所の供給区域にあたる[54]。
- 八名郡石巻村のうち大字多米については1925年6月に供給区域からの削除を出願している[22]。その後この地区は東邦電力の供給区域に追加され、同年10月より同社の手で配電が開始された[55]。

## 発電所一覧
東三電気では合計で4か所の発電所を運転していた。それぞれの概略は以下の通り。

### 見代発電所
豊橋電気からの事業引継ぎより三河水力電気との合併に至るまで運転され続けた唯一の発電所が見代（けんだい）発電所である。南設楽郡作手村大字保永（現・新城市保永）にあり、豊川水系巴川から取水する水力発電所であった。運転開始は1908年（明治41年）5月で、出力は360キロワット、1943年（昭和18年）4月以降320キロワット。1951年（昭和26年）の電気事業再編成で中部電力に引き継がれたのち同社の手により1959年（昭和34年）6月に廃止された。

### 千郷発電所
豊橋電気から継承した見代発電所は、建設時の水量測定誤認に起因する水量不足という問題を抱えており、最大出力が360キロワットであるのに対し併記出力は130キロワットに留まっていた。豊橋電気時代には補助火力発電所として下地発電所（出力150キロワット）が運転されたが、東三電気でも同種の火力発電所の建設を決定した。こうして建設されたのが千郷発電所（ちさとはつでんしょ）で、南設楽郡千郷村大字杉山（現・新城市杉山）の新城駅貨物ホーム近くに位置した。
運転開始は1920年（大正9年）10月（10月28日付で仮使用認可）。だが運転機会は少なく、1927年（昭和2年）6月に廃止が許可されている。設備は原動機がロコモービル（Locomobile、ボイラーその他の付属設備と一体化した蒸気機関）、発電機がウェスティングハウス製三相交流発電機（周波数60ヘルツ）。発電所出力は125キロワットであった。

### 鳴瀬沢発電所
旧・遠三電気が建設した発電所のうち古いものが鳴瀬沢発電所である。静岡県磐田郡山香村大字戸口（現・浜松市天竜区佐久間町戸口）を流れる天竜川支流鳴瀬沢に設けられた水力発電所で、静岡県の資料によると1917年（大正6年）7月着工ののち翌1918年（大正7年）4月10日に竣工した。
鳴瀬沢の使用水量は0.061立方メートル毎秒で、107メートルの有効落差を得て37キロワットを発電する。発電設備はペルトン水車と明治電気製三相交流発電機（周波数50ヘルツ）からなる。水量不足・水路損傷や故障頻発といった問題の発生で発電不能となった結果1939年（昭和14年）1月に廃止されており、現存しない。

### 河内川発電所
鳴瀬沢発電所に続く旧・遠三電気の発電所が河内川発電所である。磐田郡浦川村浦川（現・浜松市天竜区佐久間町浦川）の出馬地区を流れる河内川（出馬川）にあった。静岡県の資料によると1919年（大正8年）4月に着工され、1920年12月27日に竣工した。
河内川の使用水量は0.071立方メートル毎秒で、97.6メートルの有効落差を得て50キロワットを発電する。発電設備はペルトン水車と明治電機製三相交流発電機からなる。発電機の周波数は鳴瀬沢発電所と同様に50ヘルツであったが、三河水力電気時代の1937年（昭和12年）に60ヘルツ化工事が施工されている。
河内川発電所は中央電力から中部配電へと引き継がれたのち、水量不足や水路破損などの発生で1944年（昭和19年）12月運転を休止する。電気事業再編成で中部電力に継承されたが、そのまま1954年（昭和29年）6月正式に廃止された。